# Giraldilla 2025
Das Giraldilla 2025 als offene internationale Meisterschaft von Kuba im Badminton fand vom 12. bis zum 16. März 2025 in Havanna statt.

## Sieger und Platzierte
| Disziplin    | Gold                                     | Silber                                                   | Bronze                                                 |
| ------------ | ---------------------------------------- | -------------------------------------------------------- | ------------------------------------------------------ |
| Herreneinzel | Yeison Esleiter Del Cid Alvarez          | Kevin Cordón                                             | Enrico Keoni Asunsion                                  |
| Herreneinzel | Yeison Esleiter Del Cid Alvarez          | Kevin Cordón                                             | Driss Bourroum                                         |
| Dameneinzel  | Yasmine Hamza                            | Romane Cloteaux-Foucault                                 | Adriana Barrios Chiong                                 |
| Dameneinzel  | Yasmine Hamza                            | Romane Cloteaux-Foucault                                 | Sabrina Solis                                          |
| Herrendoppel | Jonathan Solís Christopher Martínez      | Juan Carlos Bencomo Otaño Roberto Carlos Herrera Vazquez | Jose Fabricio Cambronero Gianpiero Cavalotti           |
| Herrendoppel | Jonathan Solís Christopher Martínez      | Juan Carlos Bencomo Otaño Roberto Carlos Herrera Vazquez | Yeison Esleiter Del Cid Alvarez Ramiro Alonso Espinoza |
| Damendoppel  | Leyanis Contreras Cabeza Taymara Oropesa | Alissa Juleixi Acosta Daniela Acosta                     | Adriana Barrios Chiong Luisa Santizo Alfaro            |
| Damendoppel  | Leyanis Contreras Cabeza Taymara Oropesa | Alissa Juleixi Acosta Daniela Acosta                     | Kimberly Vindas Arianna Rodríguez                      |
| Mixed        | Christopher Martínez Diana Corleto Soto  | Rohan Thool Kamila Smagulova                             | Roberto Carlos Herrera Vazquez Taymara Oropesa         |
| Mixed        | Christopher Martínez Diana Corleto Soto  | Rohan Thool Kamila Smagulova                             | Nathan Appave Eyota Kwan                               |